# Henri Emmanuelli
Henri Emmanuelli (Eaux-Bonnes, 31 maggio 1945 – Bayonne, 21 marzo 2017) è stato un politico francese, segretario del Partito Socialista dal 1994 al 1995.

## Biografia

### Studi e lavoro di banchiere
Proveniente da una famiglia comunista, Emmanuelli si laurea presso l'Istituto di studi politici di Parigi nel 1965 per poi lavorare come banchiere presso la società finanziaria Rothschild dal 1969 al 1978, anno in cui viene eletto deputato dell'Assemblea nazionale.

### Carriera politica
Iscrittosi al Partito Socialista nel 1971, affascinato dalla figura di François Mitterrand, diventa col tempo una delle figure di riferimento dell'ala di sinistra del partito.

#### Segretario di Stato

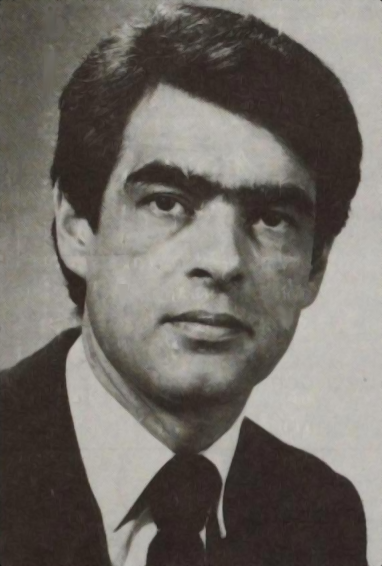
Henri Emmanuelli nel 1981

Il 21 maggio 1981 viene nominato segretario di Stato per i dipartimenti e i territori d'oltremare nel primo e nel secondo governo Mauroy, per poi diventare segretario di Stato per il bilancio nel terzo governo Mauroy e nel governo Fabius, dal 23 marzo 1983 al 20 marzo 1986.

#### Presidente dell'Assemblea nazionale
Il 22 gennaio 1992, dopo le dimissioni di Laurent Fabius, nominato primo segretario del Partito Socialista, Emmanuelli viene eletto Presidente dell'Assemblea nazionale, con 289 voti contro i 225 di Jacques Chaban-Delmas, candidato dell'opposizione dell'RPR, ricoprendo l'incarico fino alla fine della nona legislatura nel 1993.

#### Segretario del Partito Socialista
Il 19 giugno 1994, al Consiglio Nazionale di La Villette, Emmanuelli venne nominato primo segretario del Partito Socialista, dopo aver sconfitto il suo unico sfidante, Dominique Strauss-Kahn sostenuto da Lionel Jospin, venendo poi riconfermato al congresso di Liévin il 20 novembre dello stesso anno. Qui Emmanuelli propose la candidatura di Jacques Delors per le elezioni presidenziali del 1995, candidatura che sarà poi vinta da Jospin.
Il 14 ottobre 1995, Emmanuelli, malgrado un iniziale sostegno da parte di Laurent Fabius, viene sconfitto da Jospin alle primarie per eleggere il nuovo segretario del Partito Socialista.

### Opposizione interna al partito

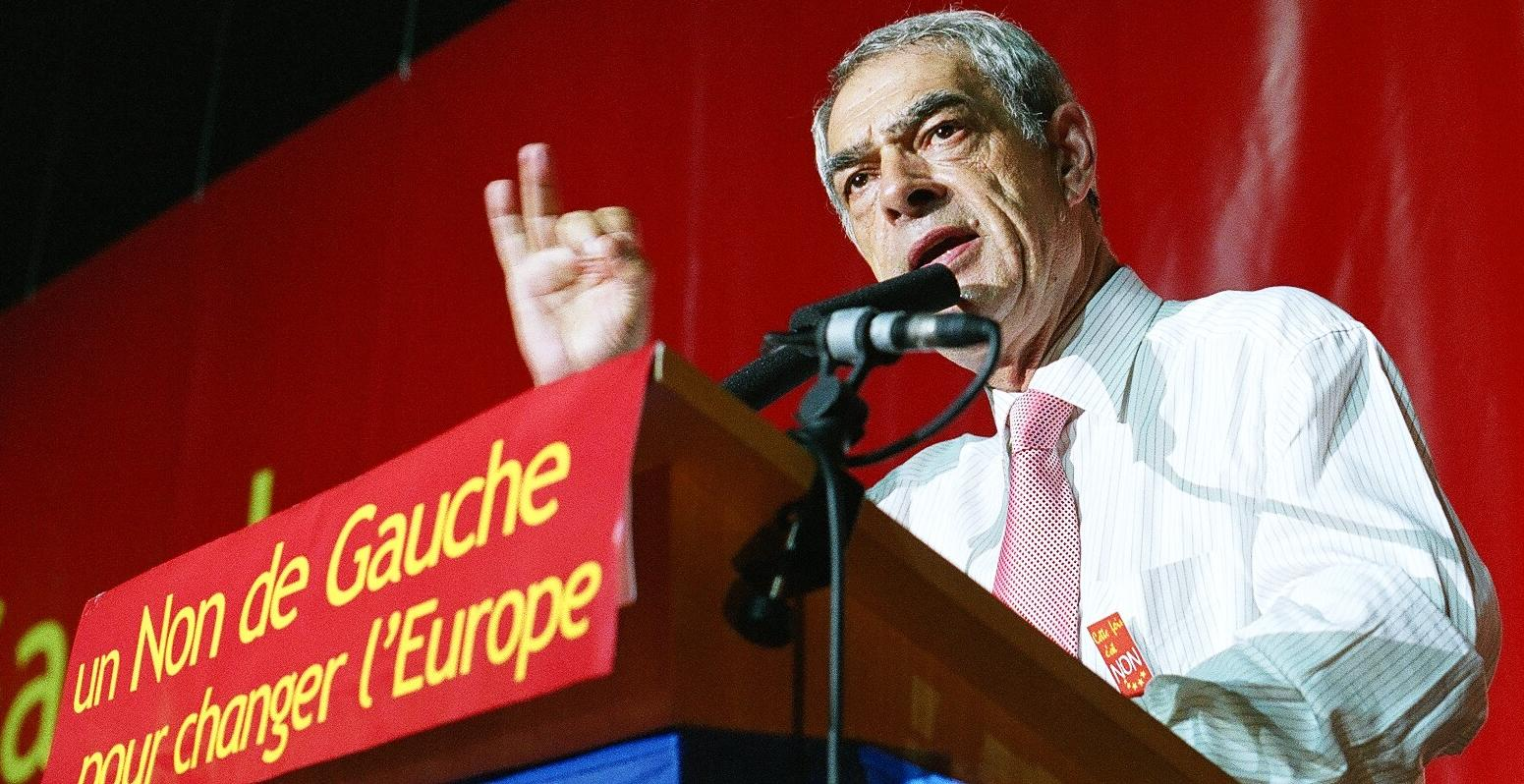
Henri Emmanuelli mentre tiene un discorso nel 2005

Da sempre vicino alle posizioni di Mitterrand e ostile alle tendenze social-liberali la cui influenza sta crescendo tra i socialisti europei e francesi, nel 2000 al congresso di Grenoble ha chiesto instancabilmente un partito chiaramente ancorato a sinistra. Nel novembre del 2005, al congresso del Partito Socialista di Le Mans, Emmanuelli si unisce alla corrente di sinistra di Arnaud Montebourg, Vincent Peillon e Benoît Hamon.

### Ultimi anni e morte
Con l'avvicinarsi delle elezioni presidenziali del 2017, dopo aver dapprima auspicato una ricandidatura di François Hollande come legittimo candidato del Partito Socialista per l'Eliseo, decide di sostenere ufficialmente alle primarie del partito la candidatura di Benoît Hamon.
Tuttavia, Emmanuelli non riuscirà ad assistere all'esito delle elezioni: dopo aver sofferto da tempo per una neuropatia degenerativa, Emmanuelli morì il 21 marzo 2017, all'età di 71 anni, all'ospedale di Bayonne, dove era stato ricoverato una settimana prima per una doppia bronchite infettiva.
Omaggiato al funerale anche dal presidente uscente Hollande, Emmanuelli è stato sepolto nel cimitero di Laurède. Il 16 maggio 2017, una placca in suo onore è stata inaugurata nell'emiciclo dell'Assemblea nazionale.